# Haloragis maierae
Haloragis maierae är en slingeväxtart som beskrevs av Anthony Edward Orchard. Haloragis maierae ingår i släktet Haloragis och familjen slingeväxter. Inga underarter finns listade i Catalogue of Life.